# Adinotherium
Az Adinotherium az emlősök (Mammalia) osztályának a Notoungulata rendjébe, ezen belül a Toxodontidae családjába tartozó nem.

## Források

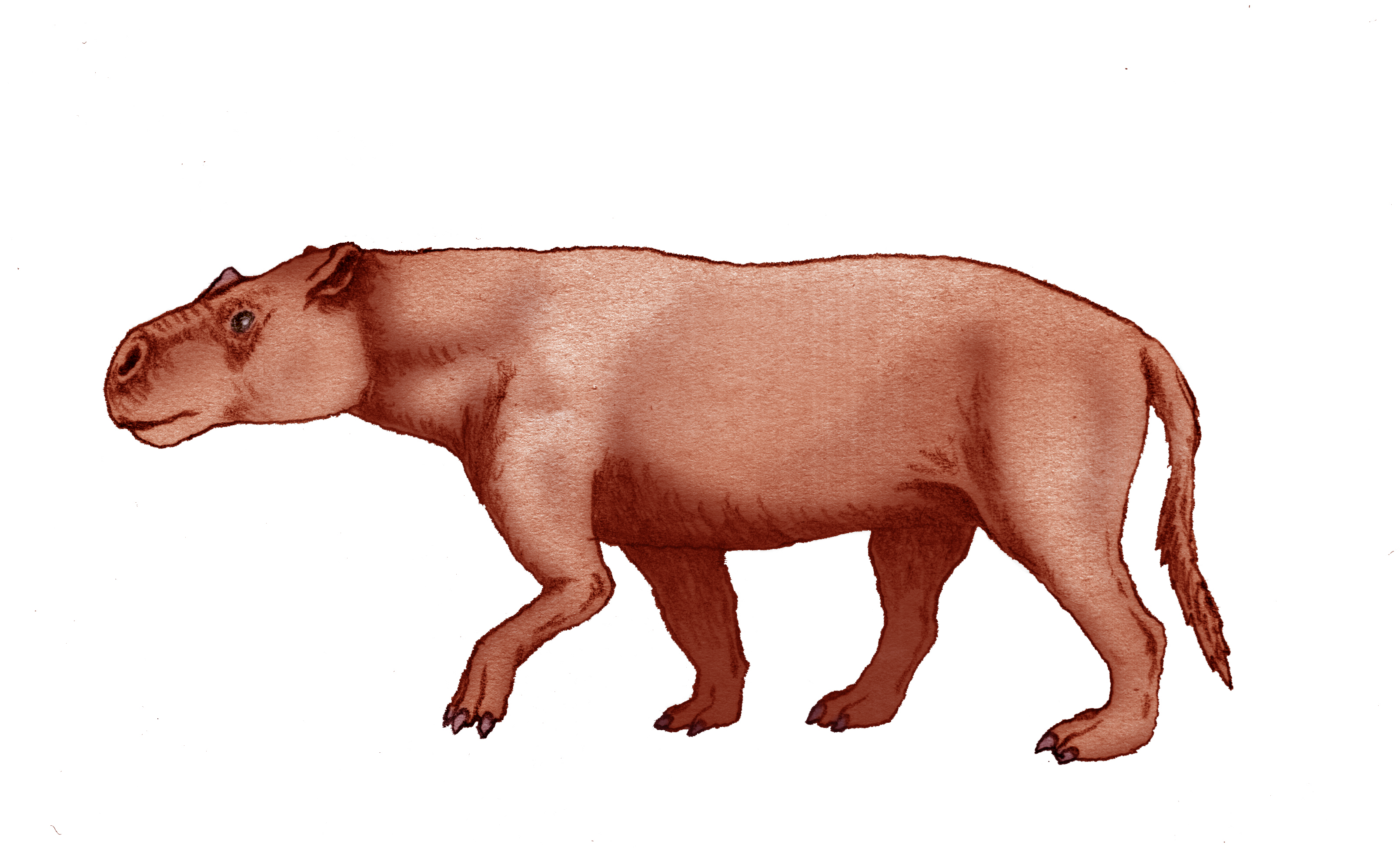
Az Adinotherium ovinum rekonstrukciója

## Tudnivalók
Az Adinotherium-fajok nagy testű patások voltak, amelyek Dél-Amerika területén éltek a miocén kor elejétől a közepéig. Körülbelül 5,89 millió évig maradtak fent. Az Adinotherium név „nem Deinotherium”-ot jelent.
A nembe tartozó állatok 1,5 méter hosszúak voltak, és kisméretű Toxodonnak néztek ki. A Toxodonoktól eltérően az Adinotheriumoknak a mellső lábaik, a hátsókkal egyforma hosszúak voltak, emiatt a válluk és a csípők egyszinten voltak. A kis szarv a homlokon a párzási időszakban játszhatott szerepet.

## Rendszerezés
A nembe az alábbi 5 faj tartozik:
- †Adinotherium karaikense
- †Adinotherium nitidum
- †Adinotherium ovinum típusfaj
- †Adinotherium robustum
- †Adinotherium splendidum

### Fordítás
- Ez a szócikk részben vagy egészben  az   Adinotherium című angol Wikipédia-szócikk fordításán alapul.  Az eredeti cikk szerkesztőit annak laptörténete sorolja fel. Ez a jelzés csupán a megfogalmazás eredetét és a szerzői jogokat jelzi, nem szolgál a cikkben szereplő információk forrásmegjelöléseként.